# Pulkkarinlammi
Pulkkarinlammi är en liten sjö i Finland. Den ligger i Kangasala i landskapet Birkaland, i den södra delen av landet, 160 km norr om huvudstaden Helsingfors. Pulkkarinlammi ligger 153,3 meter över havet och en hektar stor och ligger i ett naturreservat. I omgivningarna runt Pulkkarinlammi växer i huvudsak blandskog.